# Изложба „Простор” (1974)
Изложба „Простор” се одржала у периоду од 25. јула до 5. августа 1974. године у галерији Удружења ликовних уметника Србије, у улици Вука Караџића 10 у Београду.

## Жири
Експонате за изложбу је одабрао жири у саставу:
- Коста Богдановић, вајар
- Стеван Дукић, вајар
- Милан Крстић, вајар
- Момчило Крковић, вајар
- Ото Лого, вајар

## Излагачи
1. Градимир Алексић
2. Јован Арсеновић
3. Ђорђије Црнчевић
4. Ангелина Гаталица
5. Милија Глишић
6. Олга Јанчић
7. Олга Јеврић
8. Мира Јуришић
9. Томислав Каузларић
10. Владимир Комад
11. Јован Кратохвил
12. Анте Мариновић
13. Милија Нешић
14. Коломан Новак
15. Владислав Петровић
16. Славољуб Радојчић
17. Милорад Рашић
18. Мира Сандић
19. Милош Сарић
20. Живојин Стефановић
21. Војин Стојић
22. Милорад Ступовски
23. Милосав Сунајац
24. Јелисавета Шобер
25. Милорад Тепавац
26. Властимир Тодоровић
27. Милун Видић
28. Ана Виђен
29. Војислав Вујисић
30. Никола Вукосављевић
31. Ратко Вулановић
32. Светислав Здравковић